# 쇼상 천문학 부문 수상자 목록
다음은 쇼상 천문학 부문 수상자 목록이다.
| 연도 | 수상자              | 국적           | 업적 |
| 2004 | 제임스 피블스       | 미국           | 우주론에 대한 그의 공헌 |
| 2005 | 제프리 마시         | 미국           | 행성계 발견에 기여한 공로 |
| 2005 | 미셸 마요르         | 스위스         | 행성계 발견에 기여한 공로 |
| 2006 | 솔 펄머터           | 미국           | 가속하는 우주의 팽창률과 공간의 에너지 밀도를 찾기 위해 |
| 2006 | 애덤 리스           | 미국           | 가속하는 우주의 팽창률과 공간의 에너지 밀도를 찾기 위해 |
| 2006 | 브라이언 슈미트     | 오스트레일리아 | 가속하는 우주의 팽창률과 공간의 에너지 밀도를 찾기 위해 |
| 2007 | 피터 골드라이히     | 미국           | 이론 천체 물리학 및 행성 과학에서의 업적 |
| 2008 | 라인하르트 겐첼     | 독일           | 우리은하의 중심에 초대질량 블랙홀이 있음을 증명하기 위해 |
| 2009 | 프랭크 슈           | 미국           | 이론 천문학에 대한 평생의 공헌 |
| 2010 | 찰스 베넷           | 미국           | 우주의 기하학, 나이 및 구성을 결정하는 데 도움이 되는 윌킨슨 마이크로파 이방성 조사 실험에 대한 공헌 |
| 2010 | 라이만 페이지       | 미국           | 우주의 기하학, 나이 및 구성을 결정하는 데 도움이 되는 윌킨슨 마이크로파 이방성 조사 실험에 대한 공헌 |
| 2010 | 데이비드 스페르겔   | 미국           | 우주의 기하학, 나이 및 구성을 결정하는 데 도움이 되는 윌킨슨 마이크로파 이방성 조사 실험에 대한 공헌 |
| 2011 | 엔리코 코스타       | 이탈리아       | 우주에서 알려진 가장 밝은 근원인 감마선 폭발의 우주론적 기원을 입증할 수 있게 한 우주 임무의 지도력을 기리기 위해 |
| 2011 | 제럴드 피쉬맨       | 미국           | 우주에서 알려진 가장 밝은 근원인 감마선 폭발의 우주론적 기원을 입증할 수 있게 한 우주 임무의 지도력을 기리기 위해 |
| 2012 | 데이비드 주잇       | 미국           | 해왕성 횡단 천체의 발견 및 특성 규명, 태양계 형성으로 거슬러 올라가는 고고학적 보물이자 오랫동안 찾아온 단주기 혜성의 근원 발견에 기여한 공로 |
| 2012 | 제인 루             | 베트남         | 해왕성 횡단 천체의 발견 및 특성 규명, 태양계 형성으로 거슬러 올라가는 고고학적 보물이자 오랫동안 찾아온 단주기 혜성의 근원 발견에 기여한 공로 |
| 2013 | 스티븐 발버스       | 영국           | 자기회전 불안정성에 대한 발견 및 연구, 그리고 이러한 불안정성이 난류를 유발하고 천체물리학적 강착 디스크에서 각운동량 전달을 위한 실행 가능한 메커니즘임을 입증한 공로를 기리기 위해 |
| 2013 | 존 홀리             | 미국           | 자기회전 불안정성에 대한 발견 및 연구, 그리고 이러한 불안정성이 난류를 유발하고 천체물리학적 강착 디스크에서 각운동량 전달을 위한 실행 가능한 메커니즘임을 입증한 공로를 기리기 위해 |
| 2014 | 다니엘 아이젠슈타인 | 미국           | 중입자 음향 진동과 적색편이 공간 왜곡을 포함하는 우주 모델을 제한하는 데 사용되는 대규모 은하 구조의 특징 측정에 기여한 공로를 기리기 위해 |
| 2014 | 숀 콜               | 영국           | 중입자 음향 진동과 적색편이 공간 왜곡을 포함하는 우주 모델을 제한하는 데 사용되는 대규모 은하 구조의 특징 측정에 기여한 공로를 기리기 위해 |
| 2014 | 존 피콕             | 영국           | 중입자 음향 진동과 적색편이 공간 왜곡을 포함하는 우주 모델을 제한하는 데 사용되는 대규모 은하 구조의 특징 측정에 기여한 공로를 기리기 위해 |
| 2015 | 윌리엄 보루키       | 미국           | 외계 행성계와 항성 내부에 대한 지식을 크게 발전시킨 케플러 임무를 구상한 공로를 기리기 위해 |
| 2016 | 로날드 드래버       | 영국           | 최근에 중력파를 직접 감지한 LIGO (레이저 간섭계 중력파 관측소)를 구상하고 설계한 공로로 한 쌍의 항성질량 블랙홀이 합쳐진 첫 번째 놀라운 발견과 함께 천문학의 새 창을 연 공로를 기리기 위해 |
| 2016 | 킵 손               | 미국           | 최근에 중력파를 직접 감지한 LIGO (레이저 간섭계 중력파 관측소)를 구상하고 설계한 공로로 한 쌍의 항성질량 블랙홀이 합쳐진 첫 번째 놀라운 발견과 함께 천문학의 새 창을 연 공로를 기리기 위해 |
| 2016 | 라이너 바이스       | 미국           | 최근에 중력파를 직접 감지한 LIGO (레이저 간섭계 중력파 관측소)를 구상하고 설계한 공로로 한 쌍의 항성질량 블랙홀이 합쳐진 첫 번째 놀라운 발견과 함께 천문학의 새 창을 연 공로를 기리기 위해 |
| 2017 | 사이먼 화이트       | 영국, 독일     | 우주의 구조 형성을 이해하는 데 기여한 공로로 강력한 수치 시뮬레이션을 통해 초기 우주의 작은 밀도 변동이 은하 및 기타 비선형 구조로 발전하여 평평한 기하학으로 우주론을 강력하게 지지하고 암흑 물질과 우주 상수가 지배하는 방식을 증명한 공로를 기리기 위해                                                                   |
| 2018 | 장루프 퓨제         | 프랑스         | 적외선에서 밀리미터 이하의 스펙트럼 범위에서 천문학에 대한 공헌, 과거 별 형성 은하에서 우주의 원적외선 배경을 감지하고 성간 물질의 구성 요소로 방향족 탄화수소 분자를 제안한 공헌. 플랑크 우주 임무를 통해 그는 성간 물질 전경에서 우주론에 대한 우리의 지식을 극적으로 발전시킨 공로를 기리기 위해.                         |
| 2019 | 에드워드 C. 스톤    | 미국           | 지난 40년 동안 4개의 거대한 행성과 태양계 외부에 대한 우리의 이해를 변화시켰고 성간 공간을 탐험하기 시작한 보이저 프로젝트에서 그의 공로를 기리기 위해 |
| 2020 | 로저 블랜드포드     | 미국           | 활성 은하핵, 상대론적 제트의 형성 및 시준, 블랙홀의 에너지 추출 메커니즘, 충격에서 입자의 가속 및 관련 복사 메커니즘에 대한 기본 이해와 관련하여 이론 천체 물리학에 대한 기본 공헌을 기리기 위해 |
| 2021 | 빅토리아 카스피     | 미국, 캐나다   | 광범위하고 일시적인 천체 물리학 현상과 연결된 고도로 자화된 중성자 별의 일종인 마그네타에 대한 우리의 이해에 기여한 공로, 새롭고 정밀한 관측 기술의 개발을 통해 초강력 자기장을 가진 중성자별의 존재를 확인하고 그 물리적 특징을 특성화한 공로, 마그네타를 천체 물리학 물체의 새롭고 중요한 부류로 확립한 공로를 기리기 위해 |
| 2021 | 크리사 쿠벨리오투   | 그리스, 미국   | 광범위하고 일시적인 천체 물리학 현상과 연결된 고도로 자화된 중성자 별의 일종인 마그네타에 대한 우리의 이해에 기여한 공로, 새롭고 정밀한 관측 기술의 개발을 통해 초강력 자기장을 가진 중성자별의 존재를 확인하고 그 물리적 특징을 특성화한 공로, 마그네타를 천체 물리학 물체의 새롭고 중요한 부류로 확립한 공로를 기리기 위해 |
| 2022 | 레나르트 린데그렌   | 스웨덴         | 우주 천문학에 대한 평생의 공헌, 특히 유럽 우주국 (European Space Agency)의 히파르코스 (Hipparcos) 및 가이아 (Gaia) 임무의 개념 및 설계에서의 역할에 대한 공로를 기리기 위해 |
| 2022 | 마이클 페리만       | 아일랜드       | 우주 천문학에 대한 평생의 공헌, 특히 유럽 우주국 (European Space Agency)의 히파르코스 (Hipparcos) 및 가이아 (Gaia) 임무의 개념 및 설계에서의 역할에 대한 공로를 기리기 위해 |
| 2023 | 매튜 베일스         | 오스트레일리아 | 고속 무선 버스트 (FRB)를 발견한 공로 |
| 2023 | 던컨 로리머         | 미국           | 고속 무선 버스트 (FRB)를 발견한 공로 |
| 2023 | 마우라 맥러플린     | 미국           | 고속 무선 버스트 (FRB)를 발견한 공로 |